# Бернауэр, Агнес

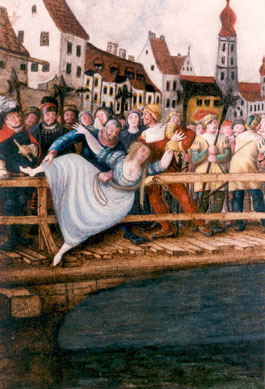
Смерть Агнес Бернауэр

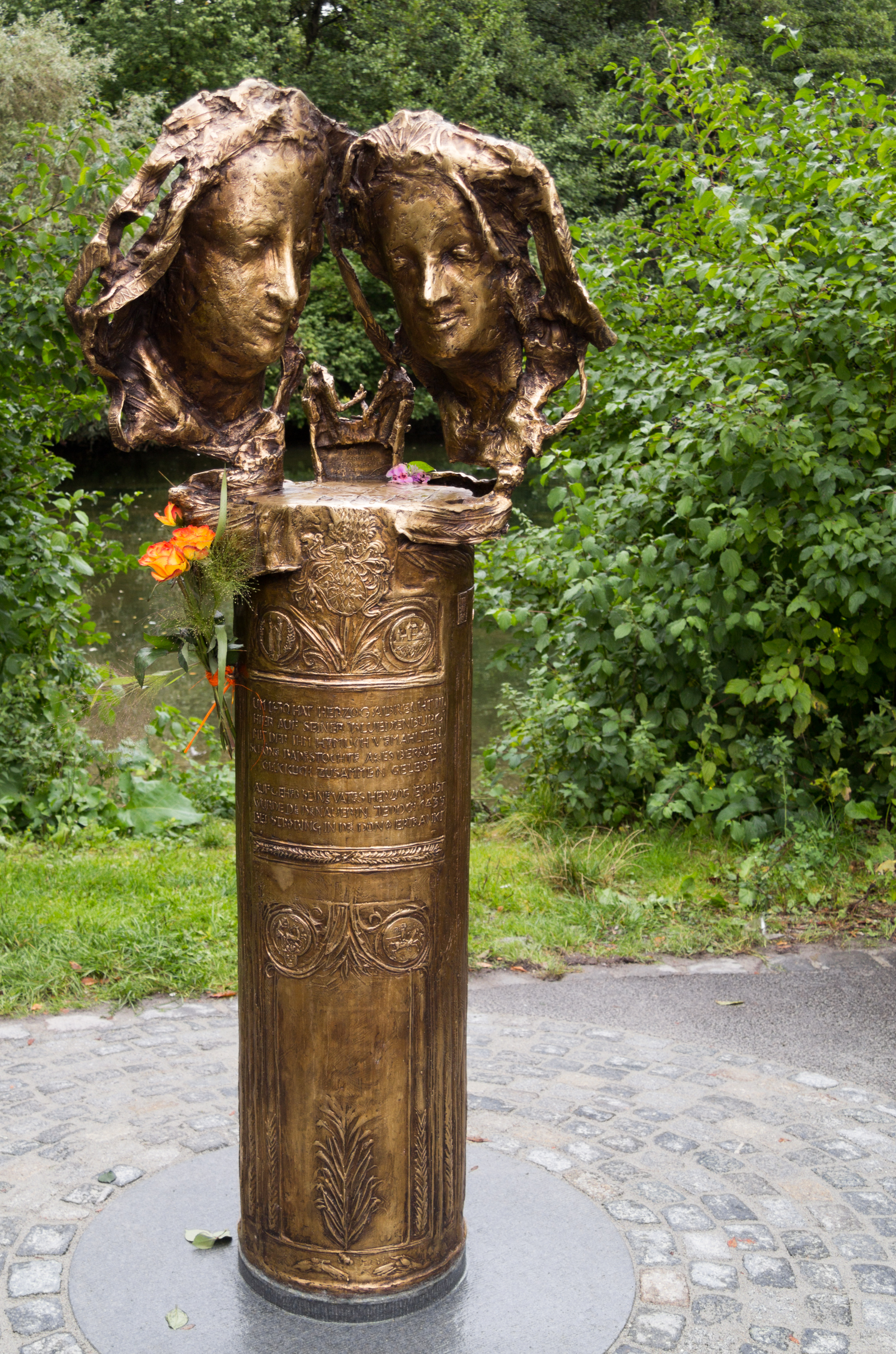
Памятник Любви (Agnes Bernauer Stele)

Агнес Бернауэр (нем. Agnes Bernauer; род. до 1410, Аугсбург — 21 октября 1435 или 12 октября 1435, Штраубинг, Нижняя Бавария) — любовница и, вероятно, первая жена Альбрехта III, герцога Баварии-Мюнхена. Из-за связи с ней Альбрехт вступил в крупный конфликт со своим отцом Эрнстом, в итоге приказавшим утопить Агнес в Дунае. Её судьба нашла отражение во многих литературных произведениях, в частности, в драме Кристиана Хеббеля «Агнес Бернауэр» (нем. Agnes Bernauer) и опере Карла Орфа «Женщина из семьи Бернауэр» (нем. Die Bernauerin).

## Биография
Агнес Бернауэр родилась приблизительно в 1405 году, о её детстве и ранней юности не известно ничего. Она традиционно считается дочерью аугсбургского цирюльника Каспара Бернауэра, но свидетельств о его существовании не сохранилось. Так как будущий герцог Альбрехт в феврале 1423 года приезжал в Аугсбург на турнир, предполагается, что именно тогда он познакомился с Агнес и привёз её в Мюнхен, купив ей дом в Менцинге.
Самое позднее к лету 1432 года Агнес уже играла важную роль при мюнхенском дворе. Она принимала участие в поимке занимавшегося грабежом рыцаря Мюннхаузера. Известно, что из-за своей самоуверенной манеры она навлекла на себя неприязнь пфальцграфини Беатрикс Баварской, сестры Альбрехта.
Вероятно, в 1423—1424 годах Альбрехт и Агнес поженились, хотя точных свидетельств о заключении ими брака нет. Но с начала 1423 года Альбрехт часто бывал в районе замка Блютенбург, а Агнес с помощью Альбрехта приобрела дом в тех же местах (в Менцинге), и это позволяет предположить, что пара проживала там вместе, хотя не все историки согласны с тем, что между ними заключён был законный брак. Отсутствуют доказательства того, что Альбрехт жил вместе с Агнес и в принадлежавшем ему Фобурге-на-Дунае. Сведения о каком-либо потомстве от его связи с Агнес также отсутствуют, но есть предположение, что всё же у них была дочь Сибилла (1424 - 1489).
Герцог Эрнст, отец Альбрехта, не мог терпеть, что его единственный наследник сожительствует с женщиной низкого происхождения. Поэтому, когда Альбрехта пригласил на охоту в своих угодьях его родственник, герцог Генрих Баварско-Ландсхутский, в отсутствие сына Эрнст приказал схватить Агнес и 12 октября 1435 года утопить её в Дунае. После этого Альбрехт сперва уехал из родных мест в Ингольштадт, к герцогу Людвигу Баварско-Ингольштадтскому, с которым заключил военный союз против Эрнста, но через несколько месяцев всё же помирился с отцом и женился в ноябре 1436 года на Анне, дочери Эриха Брауншвейг-Грубенхагенского. До того, чего многие опасались — до открытых вооружённых столкновений между Эрнстом и Альбрехтом — дело так и не дошло: возможно, на младшего герцога смог повлиять император Сигизмунд.

## Увековечивание памяти Агнес Бернауэр
В сентябре 2013 года возле замка Блютенбург напротив главного входа на пожертвования семьи Хаймбюхлеров (Ursula und Fritz Heimbüchler) был установлен памятник, напоминающий о трагических событиях в судьбах Агнес и Альбрехта. Автор, скульптор Йозеф Михаэль Нойштифтер, дал ему название «Памятник Любви» (Joseph Michael Neustifter: «Ein Denkmal für die Liebe»). В связи с 1200-летним юбилеем мюнхенских районов Оберменцинг / Унтерменцинг (быв. Менцинг) в 2017 году рядом с замком Блютенбург на сцене, принадлежащей Храму «Страсти Христовы» (Leiden Christi), состоялась премьера музыкального спектакля «Агнес или Тайна Замка Блютенбург», в котором представлена фантастическая версия судьбы Агнес Бернауэр. Штраубингская кондитерская Krönner назвала в честь Агнес Бернауэр свой фирменный торт из орехового безе с кофейным кремом, ставший популярным во всём мире.